# SS-Oberscharführer (RFB)

SS-Oberscharführer (RFB) – stopień wojskowy noszony przez kandydatów na oficerów rezerwy w wojskach Waffen-SS. Jego polskim odpowiednikiem jest sierżant podchorąży. Wyższym stopniem był SS-Hauptscharführer (RFB) (starszy sierżant podchorąży).